# Maillé (Vienne)
Maillé – miejscowość i gmina we Francji, w regionie Nowa Akwitania, w departamencie Vienne.
Według danych na rok 1990 gminę zamieszkiwały 404 osoby, a gęstość zaludnienia wynosiła 33 osób/km² (wśród 1467 gmin regionu Poitou-Charentes Maillé plasuje się na 623. miejscu pod względem liczby ludności, natomiast pod względem powierzchni na miejscu 713.).